# Marcelle Rondenay
Marcelle Andrée Rondenay, née le 6 mai 1880 dans le 5e arrondissement de Paris (au 18, avenue des Gobelins)et morte le 29 août 1940 en son domicile dans le 16e arrondissement de Paris, est une artiste peintre paysagiste et orientaliste de l'école française, ainsi qu'une voyageuse.

## Éléments biographiques
D'abord élève de Jacques Ferdinand Humbert (1842-1934), Marcelle Rondenay sera la première logiste femme du grand prix de Rome (sans être retenue). Elle expose pour la première fois au Salon des artistes français en 1904, où elle obtient une mention honorable, et devient sociétaire en 1905, année où elle y reçoit une médaille de troisième classe, puis obtient en 1908 une médaille de deuxième classe. Enfin, au Salon de 1910, elle est récompensée par une bourse de voyage et se lance peu après dans un périple à travers l'Europe et le nord de l'Afrique.
Marcelle Rondenay voyage en Algérie en 1920. Les femmes algériennes constituent un de ses sujets de prédilection.
Elle exposera régulièrement à la Société des amis des arts de Bordeaux de 1927 à 1939.

## Honneurs et distinctions
En 1930, Marcelle Rondenay est nommée chevalier de la Légion d'honneur.

## Œuvres (choix)
- Baigneuse en mer
- Fleurettes
- Maternité en Palestine
- Juive à Constantine (musée du Luxembourg, Paris)
- L'Atelier Humbert à l'école des beaux-arts (Tourcoing)
- Portrait du père de l'artiste (Uzès)
- Portrait de Jacques Fernand Humbert (1842-1934), peintre (Paris)
- Portraits de Mlles de U... (Paris)
- Les « trois huit » : travail, loisirs, sommeil (Paris)
- Portrait de Mlle Magdeleine Tripier, 1912 (Paris)
- Descubrimiento de América, 1910 (Palacio San Martín, Buenos Aires)